# Великобритания на летних Олимпийских играх 1992
Великобритания на летних Олимпийских играх 1992 года была представлена 323 спортсменами в 23 видах спорта. Игры в Барселоне стали для Великобритании самыми неудачными со времён игр 1976 года в Монреале, когда британцы завоевали всего 13 медалей.

## Награды

### Золото
| Золото |                                     |                                                               |
| №      | Спортсмены                          | Вид спорта (дисциплина)                                       |
| 1      | Мэтью Пинсент Стив Редгрейв         | Академическая гребля (мужчины, двойка распашная без рулевого) |
| 2      | Грег Сёрл Джонни Сёрл Гарри Херберт | Академическая гребля (мужчины, двойка распашная с рулевым)    |
| 3      | Крис Бордман                        | Велоспорт (мужчины, индивидуальная гонка преследования)       |
| 4      | Линфорд Кристи                      | Лёгкая атлетика (мужчины, 100 м)                              |
| 5      | Салли Ганнелл                       | Лёгкая атлетика (женщины, 400 м с/б)                          |

### Серебро
| Серебро |                   |                               |
| №       | Спортсмены        | Вид спорта (дисциплина)       |
| 1       | Пол Рэтклифф      | Гребной слалом (мужчины, К-1) |
| 2       | Реймонд Стивенс   | Дзюдо (мужчины, до 95 кг)     |
| 3       | Никола Фейрбразер | Дзюдо (женщины, до 56 кг)     |

### Бронза
| Бронза | |                                                  |
| №      | Спортсмены | Вид спорта (дисциплина)                          |
| 1      | Робин Рид | Бокс (мужчины, до 71 кг)                         |
| 2      | Шэрон Рендл | Дзюдо (женщины, до 52 кг)                        |
| 3      | Кейт Хауи | Дзюдо (женщины, до 66 кг)                        |
| 4      | Крисс Акабуси | Лёгкая атлетика (мужчины, 400 м с/б)             |
| 5      | Крисс Акабуси Роджер Блэк Дэвид Гриндли Джон Реджис Дуэйн Лэйдеджо (предв.) Марк Ричардсон (предв.) | Лёгкая атлетика (мужчины, 4×400 м)               |
| 6      | Стив Бакли | Лёгкая атлетика (мужчины, метание копья)         |
| 7      | Сандра Дуглас Салли Ганнелл Филис Смит Дженнифер Стоут | Лёгкая атлетика (женщины, 4×400 м)               |
| 8      | Роберт Крукшенк Лоури Смит Оззи Стюарт | Парусный спорт (мужчины, личное первенство)      |
| 9      | Ник Джиллингем | Плавание (мужчины, 200 м брасс)                  |
| 10     | Саймон Терри | Стрельба из лука (мужчины, личное первенство)    |
| 11     | Саймон Терри Стивен Холлард Ричард Пристмэн | Стрельба из лука (мужчины, командное первенство) |
| 12     | Джилл Аткинс Лиза Бэйлисс Карен Браун Викки Диксон Сьюзан Фрейзер Венди Фрейзер Кэтрин Джонсон Сэнди Листер Джекки Макуильямс Тэмми Миллер Хелен Морган Мэри Невилл Мэнди Никольс Элисон Рэмзи Джейн Сиксмит Джоанна Томпсон | Хоккей на траве (женщины, командное первенство)  |

## Результаты соревнований

### Академическая гребля
В следующий раунд из каждого заезда проходили несколько лучших экипажей (в зависимости от дисциплины). В финал A выходили 6 сильнейших экипажей, остальные разыгрывали места в утешительных финалах B-D.
Мужчины
| Соревнование | Спортсмены                   | Предварительный заезд | Предварительный заезд | Предварительный заезд | Отборочный заезд | Отборочный заезд | Отборочный заезд | Полуфинал     | Полуфинал     | Полуфинал     | Финал      | Финал   | Итоговое место |
| Соревнование | Спортсмены                   | Заезд                 | Время                 | Место                 | Заезд            | Время            | Место            | Заезд         | Время         | Место         | Время      | Место   | Итоговое место |
| ------------ | ---------------------------- | --------------------- | --------------------- | --------------------- | ---------------- | ---------------- | ---------------- | ------------- | ------------- | ------------- | ---------- | ------- | -------------- |
| одиночки     | Уэйд Холл-Крэггс             | 1                     | 7:11,58               | 2                     | 4                | 7:08,92          | 4                | Полуфинал C/D | Полуфинал C/D | Полуфинал C/D | Финал C    | Финал C | 14             |
| одиночки     | Уэйд Холл-Крэггс             | 1                     | 7:11,58               | 2                     | 4                | 7:08,92          | 4                | 1             | 7:09,94       | 3             | 7:09,05    | 2       | 14             |
| двойки       | Стив Редгрейв Мэттью Пинсент | 3                     | 6:36,53               | 1 Q                   | не участвовали   | не участвовали   | не участвовали   | 1             | 6:31,13 OB    | 1 QA          | Финал A    | Финал A | 1              |
| двойки       | Стив Редгрейв Мэттью Пинсент | 3                     | 6:36,53               | 1 Q                   | не участвовали   | не участвовали   | не участвовали   | 1             | 6:31,13 OB    | 1 QA          | 6:27,72 OB | 1       | 1              |

### Лёгкая атлетика
Мужчины
| Дисциплина | Спортсмен                                            | Предварительный раунд | Предварительный раунд | Четвертьфиналы | Четвертьфиналы | Полуфиналы           | Полуфиналы           | Финал                | Финал                |
| Дисциплина | Спортсмен                                            | Результат             | Место                 | Результат      | Место          | Результат            | Место                | Результат            | Место                |
| ---------- | ---------------------------------------------------- | --------------------- | --------------------- | -------------- | -------------- | -------------------- | -------------------- | -------------------- | -------------------- |
| 100 м      | Маркус Адам                                          | 10,57                 | 2 (Q)                 | 10,35          | 5              | Завершил выступление | Завершил выступление | Завершил выступление | Завершил выступление |
| 200 м      | Маркус Адам                                          | 20,62                 | 1 (Q)                 | 20,43          | 1 (Q)          | 20,63                | 4 (Q)                | 20,80                | 8                    |
| 4×100 м    | Тони Джарретт Джон Реджис Маркус Адам Линфорд Кристи | 38,64                 | 2 (Q)                 |                |                |                      |                      | 38,08                | 4                    |